# Griechischer Kalender
Als griechische Kalender werden die Kalendersysteme bezeichnet, die von den verschiedenen Poleis des antiken Griechenland benutzt wurden.
Obwohl die Poleis jeweils einen eigenen Kalender benutzten, handelt es sich bei ihnen durchgängig um Lunisolarkalender (→Meton-Zyklus), die zwölf Mondmonate pro Jahr umfassten. Zur hierdurch notwendigen Angleichung an das Sonnenjahr wurden mehr oder weniger regelmäßig Monate eingeschaltet. Allen Kalendern gemeinsam war zudem, dass das Bürgerliche Jahr und das Festjahr zusammenfielen. Zumindest bis zum Hellenismus wurden die Monate nach einem in ihnen stattfindenden religiösen Fest benannt, das in der Regel nach dem Epitheton der dabei verehrten Gottheit hieß. Allerdings kann nicht zu jedem Monat ein entsprechendes Fest belegt werden, womit auch die gelegentliche Benennung nach dem Epitheton einer Gottheit ohne ein in diesem Monat stattfindenden Fest möglich ist. 
Die Benennung der Monate unterschied sich zwar, einige Monatsnamen waren jedoch innerhalb der verschiedenen griechischen Dialekte oder regionalen Kultgemeinschaften identisch. Am ausgeprägtesten erscheint dies bei den Ioniern, von denen auch die meisten Kalenderdaten überliefert sind. Deren bekanntester Kalender ist der attische Kalender, der auch als Referenzkalender zur Bestimmung der Monatsfolgen anderer ionischer Kalender genutzt wird. Grenzstädte und andere Städte, die einen regen kulturellen Austausch mit anderen Regionen pflegten, übernahmen vereinzelt Monatsnamen aus anderen Kalendern, Kolonien benutzten in der Regel den Kalender der Mutterstadt oder verwendeten eine Abwandlung davon. 
Als Kalendergruppen, die eine Vielzahl von einzelnen Kalendern umfassen, werden der ionische und der westgriechische Kalender unterschieden. Daneben werden verschiedene Kalenderwesen voneinander abgegrenzt, von denen zum Teil nur wenig bekannt ist. Eine Verwandtschaft ist bei den Kalendern von Thessalien, Malis, Böotien und Lesbos auszumachen. Auch besteht ein Zusammenhang zwischen dem arkadischen und dem zyprischen Kalender. In der Zeit des Hellenismus gelangte der makedonische Kalender in Kleinasien zu weiter Verbreitung und verdrängte teilweise den ionischen Kalender. Von den traditionellen griechischen Kalendern zu unterscheiden ist der Zwölfgötterkalender, der erst in nachklassischer Zeit eingeführt wird.